# Toyota Century
Toyota Century är en lyxbil som tillverkats av den japanska biltillverkaren Toyota i tre generationer.

## Toyota Century VG20/30/40
Toyota Century var en vidareutveckling av Crown Eight. Bilen var avsedd för den japanska eliten, såsom höga företagsledare och regeringstjänstemän, inklusive premiärministern samt hovet. Den enda egentliga konkurrenten på den slutna japanska bilmarknaden var Nissan President. Stora delar av bilen tillverkades för hand och modellen lämnades näst intill oförändrad under tre decennier. De enda större förändringar som genomfördes var när den manuella växellådan försvann i mitten av 1970-talet och att V8-motorn förstorades i två omgångar. Under 1990-talet byggdes även en längre version med hjulbasen förlängd till 301 cm.
Versioner:
| Modell | Motor             | Cylindervolym | Effekt | Bränslesystem      |
| ------ | ----------------- | ------------- | ------ | ------------------ |
| VG20   | 8-cyl V-motor ohv | 2981cm³       | 130 hk | Enkel förgasare    |
| VG30   | 8-cyl V-motor ohv | 3376 cm³      | 170 hk | Enkel förgasare    |
| VG40   | 8-cyl V-motor ohv | 3995 cm³      | 155 hk | Bränsleinsprutning |

## Toyota Century GZG50
1997 kom en helt nykonstruerad Century, vars kaross är en kopia av företrädaren. Bilen har en V12-motor på fem liter. Effekten på 280 hk kommer av en frivillig gräns som gällde för japanska biltillverkare vid tiden för introduktionen. Centuryn är fortfarande främst en bil för officiella sammanhang. Privatpersoner köper snarare en Lexus LS.

## Toyota Century UWG60
Den tredje generationen Century presenterades i oktober 2017 och försäljningen startade året därpå. Bilen har en hybriddrivlina från Lexus med V8-motor på fem liter i kombination med två elmotorer.